# Рамелов, Бодо
Бо́до Ра́мелов (нем. Bodo Ramelow; род. 16 февраля 1956[…], Остерхольц-Шармбек, Нижняя Саксония[…]) — германский политик, член партии «Левые», премьер-министр Тюрингии с 2014 по 2024 год (с перерывом в феврале-марте 2020 года).

## Биография
Младший из четверых детей в семье, отец занимался торговлей, но рано умер от последствий военного ранения. Когда Бодо было одиннадцать лет, семья переехала сначала в Рейнгессен, а затем в недолго существовавший город Лан (в скором времени он вновь был административно реорганизован в два прежних города — Гисен и Вецлар). Мать принадлежала к старинной протестантской семье Фрезениус, два сводных брата Рамелова жили в ГДР, один из них служил в народной полиции, другой работал в сельском хозяйстве.
С 1971 по 1974 год изучал розничную торговлю, в 1977 году получил аттестат о профессиональном коммерческом образовании. Сделал карьеру до менеджера отдела продаж, после объединения Германии переехал в Тюрингию и до 1999 года возглавлял местное отделение профсоюза работников торговли, банков и страхования (HBV). В 2003 году стало известно, что Рамелов находился под незаконной слежкой со стороны Федеральной службы защиты конституции Германии предположительно до 1999 года (в 2013 году Конституционный суд Германии отменил предыдущее решение Федерального административного суда и запретил наблюдение ввиду отсутствия антидемократических действий со стороны Рамелова).
В 1999 году избран от ПДС в ландтаг Тюрингии, с 2005 по 2009 являлся депутатом бундестага от Тюрингии, на период с 2009 по 2015 год вновь возвращался в ландтаг как представитель партии «Левые».

### Во главе правительства Тюрингии
5 декабря 2014 года голосами «красно-красно-зелёной» коалиции (то есть социал-демократов, левых и зелёных) ландтаг Тюрингии избрал Рамелова премьер-министром, сделав его первым представителем своей партии на посту главы земельного правительства.
27 октября 2019 года в Тюрингии состоялись региональные выборы, ознаменовавшиеся новым успехом «Левых» — они победили с результатом 31 %, улучшив свой результат на 2,8 % по сравнению с предыдущими выборами. ХДС продемонстрировал катастрофическое падение популярности: 21,8 % (сокращение на 11,7 %), а Альтернатива для Германии — впечатляющий рост на 12,8 %, что вывело её на второе место в Тюрингии (23,4 %).
Тем не менее 5 февраля 2020 года депутаты ландтага при поддержке фракции Альтернативы для Германии под рукуоводством Бьорна Хёкке выбрали на должность премьер-министра кандидата СвДП Томаса Кеммериха. Это спровоцировало политический кризис в Тюрингии в 2020 году.
4 марта Рамелов всё-таки был заново избран голосами красно-красно-зелёных депутатов ландтага, и он сформировал правительство меньшинства.
1 ноября 2021 года Рамелов занял пост председателя бундесрата сроком на один год.
1 сентября 2024 года по итогам очередных региональных выборов в Тюрингии «Левые» потерпели тяжелейшее поражение, оставшись на четвёртом месте и набрав только 13,1 % голосов — на 17,9 % меньше, чем в 2019 году. Победителем впервые в истории региональных выборов в ФРГ сенсационно стала Альтернатива для Германии с результатом 32,8 %, ХДС несколько улучшил своё положение (23,6 %), на третье место также сенсационно вышла впервые участвовавшая в выборах новая левая партия — Союз Сары Вагенкнехт (15,8 %).
12 декабря 2024 года ландтаг Тюрингии проголосовал за наделение полномочиями премьер-министра христианского демократа Марио Фогта — он получил 51 голос из 88, хотя коалиция ХДС с СДПГ и Союзом Сары Вагенкнехт насчитывает только 44 депутата (у АДГ — 32 мандата).

## Награды
- Большой крест заслуг со звездой и плечевой лентой ордена «За заслуги перед Федеративной Республикой Германия» (2023 год)[15]
- Большой крест ордена Оранских-Нассау (2021 год, Нидерланды)[16]
- Офицер ордена Заслуг перед Республикой Польша (2024 год, Польша)[17]